# Ryder Matos
Ryder Matos Santos Pinto, född 27 februari 1993, är en brasiliansk fotbollsspelare som spelar som ytter eller forward för italienska Perugia.

## Karriär
Den 31 augusti 2022 värvades Matos av italienska Serie B-klubben Perugia, där han skrev på ett tvåårskontrakt.